# 吉山りさ
吉山 りさ（よしやま りさ、1979年10月26日 - ）は、日本のモデル、タレント。温泉ソムリエ。東京都出身。2020年現在、フリーランスとして活動中。
2001年度生まれの娘がいるシングルマザー。

## 来歴・人物
1979年（昭和54年）、東京都中央区生まれ。ひつじ年。さそり座の女。うまい棒と同い年。
趣味は料理、仕事、耳そうじ。（やってあげる方）
特技は夢を操る。（オーディションで常につっこまれた)。
高校は、陸上短距離でスポーツ推薦入学。専門は100ｍとリレー。
東京スカイツリーをこよなく愛するひとり。（東京スカイツリーのオープニングセレモニーのクリスマスイベントや、初日の出イベントのMC、その他モデル）
お酒とお風呂とメンマが大好き。（オンラインスナックりさを不定期開店中、自宅の入浴時間は長いと3時間以上、メンマ自家製風）
入浴剤、香りフェチ。ある時から地震予知ができるようになった感じがする。（Twitterの耳マーク参照）
へそピアスを開けている。
テレビ初出演は17歳で、吉川ひなのとミスタードーナツのCMで共演。
2011年に第12代墨田区親善大使となる。
ここ数年は、毎日新聞、Iwatani、AKレーシングなどのTVコマーシャル、テレビ朝日の秘湯ロマンやホテル、旅館などのPVに出演している。
2020年より吉山りさプライベート写真『りさっ子クラブ』を運営中。

## 出演

### テレビ番組
- 秘湯ロマン(2017年～、テレビ朝日) - 旅人
- バナナサンド（2019年、TBS）- 母娘出演

### テレビドラマ
- あぐり（1997年、NHK）- 女学生役

### ラジオ
- 劇団ひとりのジャングルジムパラダイス〜（2004年、ラジオFMフジ)- レギュラー

### CM
- ソシエ(2007年）
- ユーキャン（2008年）
- 旭化成「サランラップ」(2008年）
- トヨタテクニカルディベロップメント（2008年～2012年）
- 毎日新聞(2013年4月～2014年3月）
- Iwataniガス「これからもずっと」　（2014年～現在）
- 富士の湧水 (2015年6月～現在）
- AKレーシング (2016年9月～現在）
- Iwataniガス「やきまる」（2016年12月～現在）
- 大正製薬インフォマーシャル「リアップリジェンヌ」（2017年）
- OZIO化粧品(2018）
- 日本の宿古窯(2019）

### PV
【温泉】
- サイプレス久米島、サイプレス軽井沢（2018）
- マリオット名古屋(2018）
- 石和名湯館糸柳（2018）
- 四万グランドホテル（2018）
- マウレ荘（2018）
- 箱根ハイランドホテル（2018）
- ホテルおかだ（2018）
- ヒルトン成田（2019）
- 皆生温泉游月（2019）
- 鴨川館（2019）
- アソシア飛騨高山（2019）
- 有馬温泉華野（2019）
- 休暇村志賀島、休暇村指宿、休暇村支笏湖（2019）
- 修善寺新井旅館（2019）

### スチール
- としまえんポスター（1997年）
- 週刊朝日表紙（2003年）
- ゴルフ雑誌「EVEN」（2012年）
- アルク「子ども英語」（2012年）
- ANAビジネスソリューション WEB広告（2013年～現在）
- ディノスカタログ「家具収納大辞典」（2016年～2020年）
- ANAビジネスソリューション　看板広告（2017年）
- エディスター京都(2018年）
- メイプルイン幕張(2019年）
- グリーンプラザ浜名湖(2019年）
- 石和温泉くつろぎの邸くにたち（2020年）
- 一条工務店カタログ（2019年）
- FLASH グラビア（2020年）